# NGC 3983
NGC 3983 é uma galáxia espiral (S0-a) localizada na direcção da constelação de Leo. Possui uma declinação de +23° 52' 05" e uma ascensão recta de 11 horas, 56 minutos e 23,6 segundos.
A galáxia NGC 3983 foi descoberta em 10 de Abril de 1785 por William Herschel.